# Merulempista brucella
Merulempista brucella är en fjärilsart som beskrevs av Otto Staudinger 1879. Merulempista brucella ingår i släktet Merulempista och familjen mott. Inga underarter finns listade i Catalogue of Life.